# Юстиция (фонтан в Берне)
Фонтан «Юстиция» (нем. Gerechtigkeitsbrunnen) стоит в переулке Gerechtigkeitsgasse в Берне. Является одним из знаменитых бернских фонтанов XVI века. Это единственный в Берне фонтан, полностью сохранивший свой первоначальный облик и включённый в список культурного наследия национального значения.
Центральной фигурой фонтана является статуя, символизирующая римскую богиню правосудия Юстицию (аналог древнегреческой Фемиды).

## Фонтан
Фонтан состоит из основного восьмиугольного бассейна и двух небольших дополнительных. Основной сделан из известняка и украшен железным кольцом. В центре бассейна находятся бронзовые трубы, выходящие из постамента, на вершине которого стоит узкий каменный столб, украшенный окантовочной фризой.

## Статуя
Статуя изображает собой женщину. В её руках традиционные символы правосудия — меч и весы. На глазах повязка, символизирующая неподкупность суждений. Костюм (синий халат с золотыми доспехами), а также сандалии на ногах богини соответствуют эпохе Римской империи.
В ногах у богини четыре бюста с закрытыми глазами — папа римский, император, султан, шультхейсс (председатель кантонального совета). Эти бюсты представляют четыре земные власти, четыре формы правления в эпоху Ренессанса.

## Символика

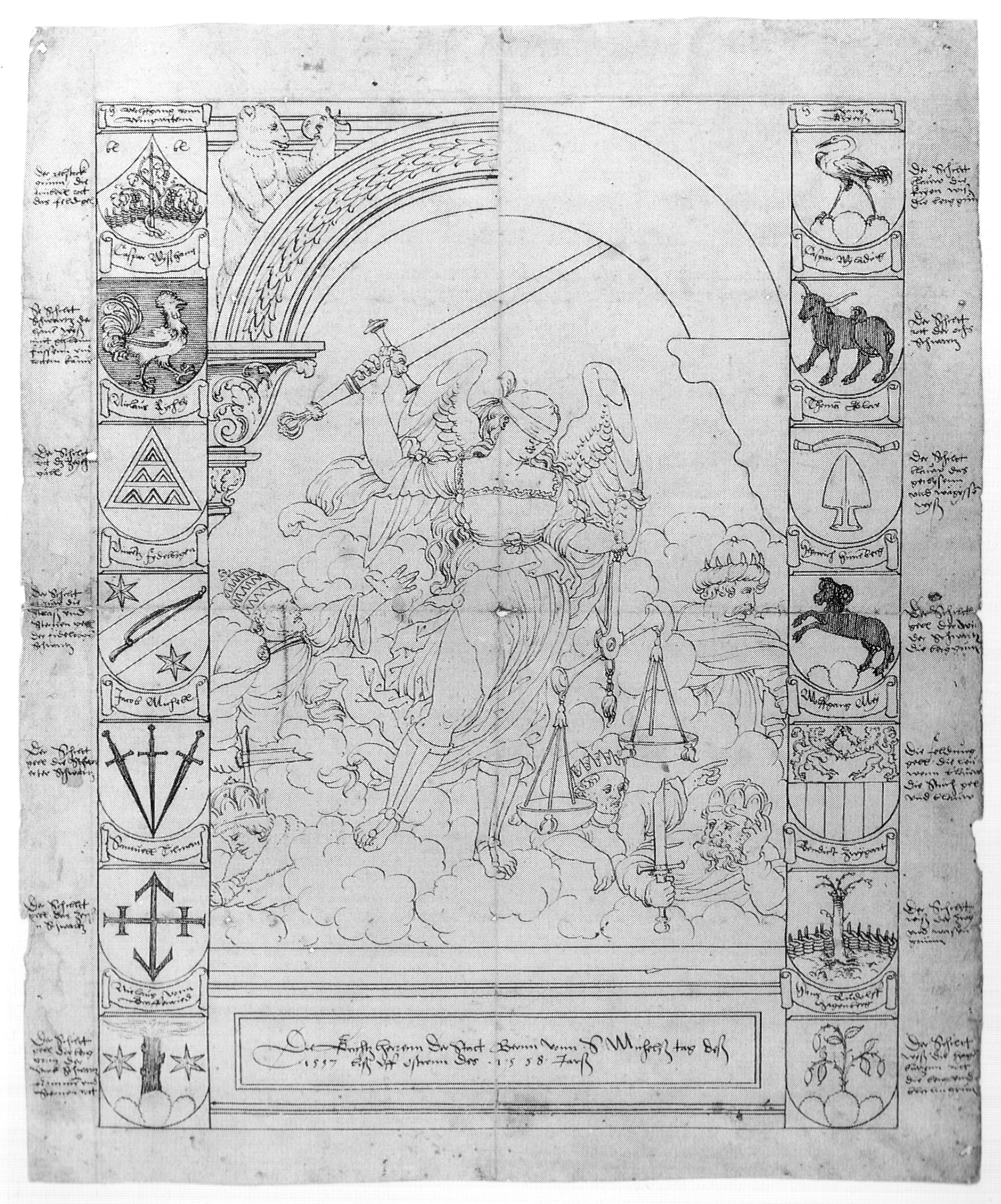
Рисунок Мануэля

Ансамбль представляет собой верховность правосудия над всеми земными властями. Это — одна из традиционных тем средневековой живописи — победа над пороком. Божественная сила юстиции находит своё воплощение в 1558 году в работе Ганса Рудольфа Мануэля — витраже в г. Берне, где крылатое правосудие шагает над разбитыми головами символов власти.
Бернская «Юстиция» предполагает, что суд должен быть равным для всех чинов и рангов, и приговор должен быть вынесен тому, кто его заслуживает. «Юстиция» Гинга является символом республиканского правосудия и напоминает обществу авторитет Бернской республики на основе права.

## Влияние
«Юстиция» Гинга оказала большое влияние на скульпторов вплоть до середины XVII века. В Швейцарии находится 11 фонтанов на данную тему, еще некоторое количество не сохранилось. Прямые копии существуют в Лозанне, Золотурне, Нёвшателе и других городах, а под влиянием Ганса Гинга фонтаны были созданы в Аарае, Биле, Бургдорфе, Бругге, Цюрихе и в Люцерне.

## История
В 1543 году деревянный фонтан был заменён на каменный. Нынешнее название было зарегистрировано в 1687 году. Капитальный ремонт, согласно записям, производился в 1584, 1589 и 1668 годах. Статуя два раза меняла цвет — в 1890 и в 1925 годах. В 1949 году были заменены некоторые части пьедестала.

## Вандализм

После полуночи 13 октября 1986 года

В 1798 году у статуи исчезли меч и весы.
Простояв 443 года, статуя была повреждена в результате обрушения 13 октября 1986 года, которое злоумышленники совершили с помощью верёвки. В разрушении статуи чаще всего обвиняли группу Белье (воинствующая молодёжная организация). Персональное обвинение было предъявлено только одному человеку — механику Паскалю Хечу, участнику группы Белье. Несмотря на то, что он отказался от своего первоначального признания и не признал себя виновным, Бернский суд приговорил его к 22 месяцам заключения и денежной компенсации для устранения убытков. Решение было поддержано Федеральным судом в 1991 и 1992 году.
После нападения повреждённая статуя находилась на реставрации в Историческом музее Берна. С 1988 года на прежнем месте стоит её копия.